# Bibliographie sur Châlons-en-Champagne
Cette bibliographie sur la ville de Châlons-en-Champagne, non exhaustive, propose une liste d'ouvrages et de revues en français classés par thème. Châlons-en-Champagne est la préfecture du département de la Marne, siège de l'ancienne région Champagne-Ardenne, centre administratif de la Généralité de Châlons et du Dioecesis Catalaunensis.

## Histoire

### Généralités
- Édouard de Barthélemy, Histoire de la ville de Châlons-sur-Marne et de ses institutions : depuis son origine jusqu'en 1848, Châlons, E. Laurent, imprimeur-libraire, 1854, 351 p., in-8° (lire en ligne).
- Louis Barbat, Histoire de la ville de Chalons-sur-marne et de ses monuments : Depuis son origine jusqu'à l'époque actuelle, Paris, T. Martin, 1855-1860, 706 p., en deux tomes (texte, cartes), in-4° (lire en ligne).
- Pierre Garnier, Chaalons ancien et nouveau, payen et chrétien depuis son origine jusqu'en MDCCXXVI, Châlons, E. Laurent, imprimeur-libraire, 1865.
- Louis Grignon, Topographie historique de la ville de Châlons-sur-Marne, 1889 (rééd. coll. « Monographies des villes et villages de France », Lorisse - Le Livre d'histoire, 2014  (ISBN 978-2-7586-0848-6).
- Association du bimillénaire, Chalons 2000 ans d'histoire : Mélanges d'histoire, de géographie, d'art et de traditions, Châlons-en-Champagne, 1980 - avec une bibliographie p. 279-293 établie par Jackie Lusse.
- Georges Clause et Jean-Pierre Ravaux, Histoire de Châlons-sur-Marne, Roanne-Le Coteau, Horvath, 1983.
- Louis Barbat, Histoire de la ville de Châlons-sur-Marne et de ses monuments depuis son origine jusqu'à l'époque actuelle, Châlons-sur-Marne, 1855-1865
- P.M. Barbat, Tablettes historiques de Châlons-sur-Marne, Châlons-sur-Marne, 1879
- Édouard de Barthélemy, Armorial de la ville de Châlons-sur-Marne, Châlons-sur-Marne, Paris, 1856
- Jean-Pierre Ravaux, « Histoire topographique de Châlons-sur-Marne (IVe – XIVe siècles) », Mémoires de la S.A.C.S.A.M.,‎ 1980, p. 57-88
- Jean-Marie Arnoult, Châlons-sur-Marne. Plans (XVIIe : XXe siècles), Châlons-sur-Marne, C.D.D.P., 1978.

### Moyen-Âge
- Edmond Gauroy, Sainte Jeanne d'Arc à Châlons : Châlons en 1429, Châlons-sur-Marne, 1948

## Biographies
- Jean-Paul Barbier, Des Châlonnais célèbres, illustres et mémorables : biographie châlonnaise, Châlons-en-Champagne, Petit Catalaunien illustré, 2000
- Jean-Paul Barbier et Bruno Malthet, Dictionnaire biographique de la Catalaunie & des Châlonnais célèbres, illustres ou mémorables du IIIe siècle à 2015, Châlons-en-Champagne, Editions du Petit Catalaunien Illustré, 2015 (ISBN 978-2-9509546-7-1).
- Henri Vendel, Le Beau passé de Châlons. Artistes châlonnais de Jadis et de Naguère, édité par Impr. Libr. de l'Union Républicaine. Châlons s/Marne, 1928.
- Paul Loppin, Les muses champenoises : poètes oubliés, méconnus ou inconnus, des environs de 1750 à nos jours, édité par Pierre Béarn, Paris, 1971
- Louis Grignon, Recherches sur les artistes châlonnais, Châlons-sur-Marne, L'Union Républicaine, 1889
- Amédée Lhote, Biographie châlonnaise : avec documents inédits et accompagnée de portraits gravés et d'armoiries, Châlons-sur-Marne, Martin, 1870

## Périodiques
- Annuaire du département de la Marne
- Bulletin du Comité du Folklore Champenois
- Études champenoises
- Folklore de Champagne
- Mémoires de la Société d'Agriculture, Commerce, Sciences et Arts de la Marne
- Revue de Champagne et de Brie
- Nouvelle Revue de Champagne et de Brie
- La Semaine religieuse